# Aermacchi-Harley-Davidson
Unter der Bezeichnung Aermacchi-Harley-Davidson wurden ab 1960 Motorräder verkauft, die während der Unternehmenskooperation der beiden Hersteller Aeronautica Macchi  und Harley-Davidson produziert wurden.

## Unternehmensgeschichte
Nach dem Zweiten Weltkrieg begann der italienische Flugzeughersteller Aeronautica Macchi 1948 in einem Zweigwerk in Varese mit der Produktion von Motorrädern unter dem Namen Aermacchi. 1960 wurde diese Abteilung vom Mutterkonzern getrennt und anschließend ein 50:50-Joint Venture (mit einer Beteiligungssumme von 250.000 US-Dollar) mit dem US-amerikanischen Hersteller Harley-Davidson begonnen, das als Aermacchi Harley-Davidson S.p.A. firmierte. Die Verwaltung befand sich in Mailand, die Produktionsstätten in Varese.
Das erste Motorrad war 1961 eine für den amerikanischen Markt modifizierte Variante der Ala Verde (in den USA als „Sprint“), gleichzeitig wurde die Produktion der Chimera 175 eingestellt.
Das folgende Jahrzehnt war, auch durch das Engagement im Motorradsport, durchaus erfolgreich.
Die frühen 1970er Jahre entwickelten sich kompliziert für Aermacchi-Harley-Davidson: Es herrschte auf dem europäischen Motorradmarkt eine Zeit großer Spannungen durch den starken Zustrom japanischer Motorradhersteller und gleichzeitig verstärkte sich bei Harley-Davidson die Krise, die in der Folge zu mehreren Eigentümerwechseln führte.
Diese unsichere Marktsituation, verbunden mit der Ausweitung der Aufträge im Luftfahrtsektor, führte dazu, dass sich der italienische Mutterkonzern aus dem Motorradsektor zurückzog. Das Ergebnis war das vollständige Verschwinden des Namens Aermacchi aus der Branche und die Auflösung des Vertrags mit dem amerikanischen Partnerunternehmen.
Die verbleibenden Motorradanteile wurden 1974 an AMF-Harley-Davidson verkauft (was für American Machine and Foundry – Harley-Davidson steht), die Produktion in Varese wurde jedoch fortgesetzt.
1978 beschloss AMF-HD, die Produktion in Italien einzustellen und das Unternehmen zu liquidieren.
Die Brüder Claudio und Gianfranco Castiglioni übernahmen das Werk und gründeten noch im gleichen Jahr Cagiva.

## Modellpalette

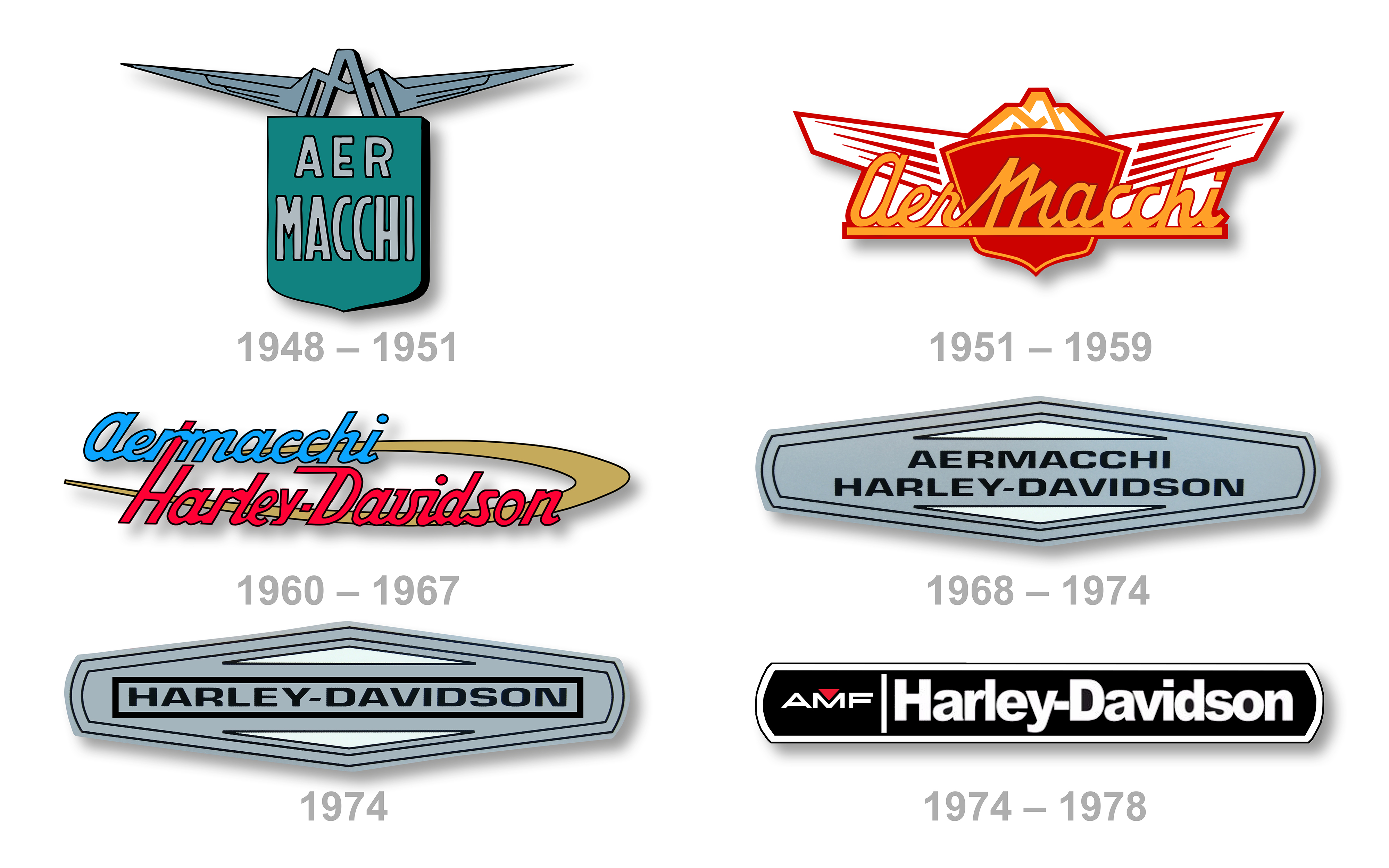
Die Entwicklung der Tank-Embleme von Aermacchi-Harley-Davidson: obere Zeile: vor dem Einstieg von Harley Davidson untere Zeile: nach dem Rückzug von Aermacchi

Aermacchi Harley-Davidson wollte den Verkauf italienischer Modelle mit kleinem Hubraum in den USA fördern und gleichzeitig die Produktion von Modellen mit großem Hubraum unterstützen, die seit jeher das Flaggschiff von Harley-Davidson waren. Alle Serienmodelle wiesen mehr oder weniger die gleichen technischen Merkmale auf: einen liegenden Einzylinder-Viertaktmotor mit Stößelstangen-Ventiltrieb, ein Vierganggetriebe (mit Ausnahme der Ala Verde, die als eines der ersten Serienmotorräder mit Fünfganggetriebe angeboten wurde), einen Rohrrahmen mit einem Träger, eine Teleskopgabel vorn und eine Hinterradschwinge mit zwei Stoßdämpfern. Ausnahmen bildeten die verschiedenen Motorrollermodelle, die inzwischen mit dem Modell Brezza auf kleine Räder nach dem Vorbild von Vespa und Lambretta umgestellt worden waren, sowie die Lastendreiräder (die sogenannten Motocarri), die weiterhin unter der Marke des Herstellers produziert wurden.
Im Jahr 1968 war Aermacchi Harley-Davidson mit der Aletta 125 noch einmal zu Zweitaktmotoren zurückgekehrt, die kommerziellen Erfolg (vor allem in Amerika) hatten und auch im Rennsport (die Aletta Oro nahm an der 125-cm³-Weltmeisterschaft teil) vertreten waren.
1969 wurde mit der 350 GTS ein völlig neues Motorrad vorgestellt. Sie zeichnete sich durch eine modernere Linienführung aus und diente als Inspiration für nachfolgende Modelle, auch solche mit kleinerem Hubraum. Zu den auffälligsten optischen Veränderungen im Vergleich zum Vorgängermodell gehörten der höhere Lenker und der tropfenförmige Tank.

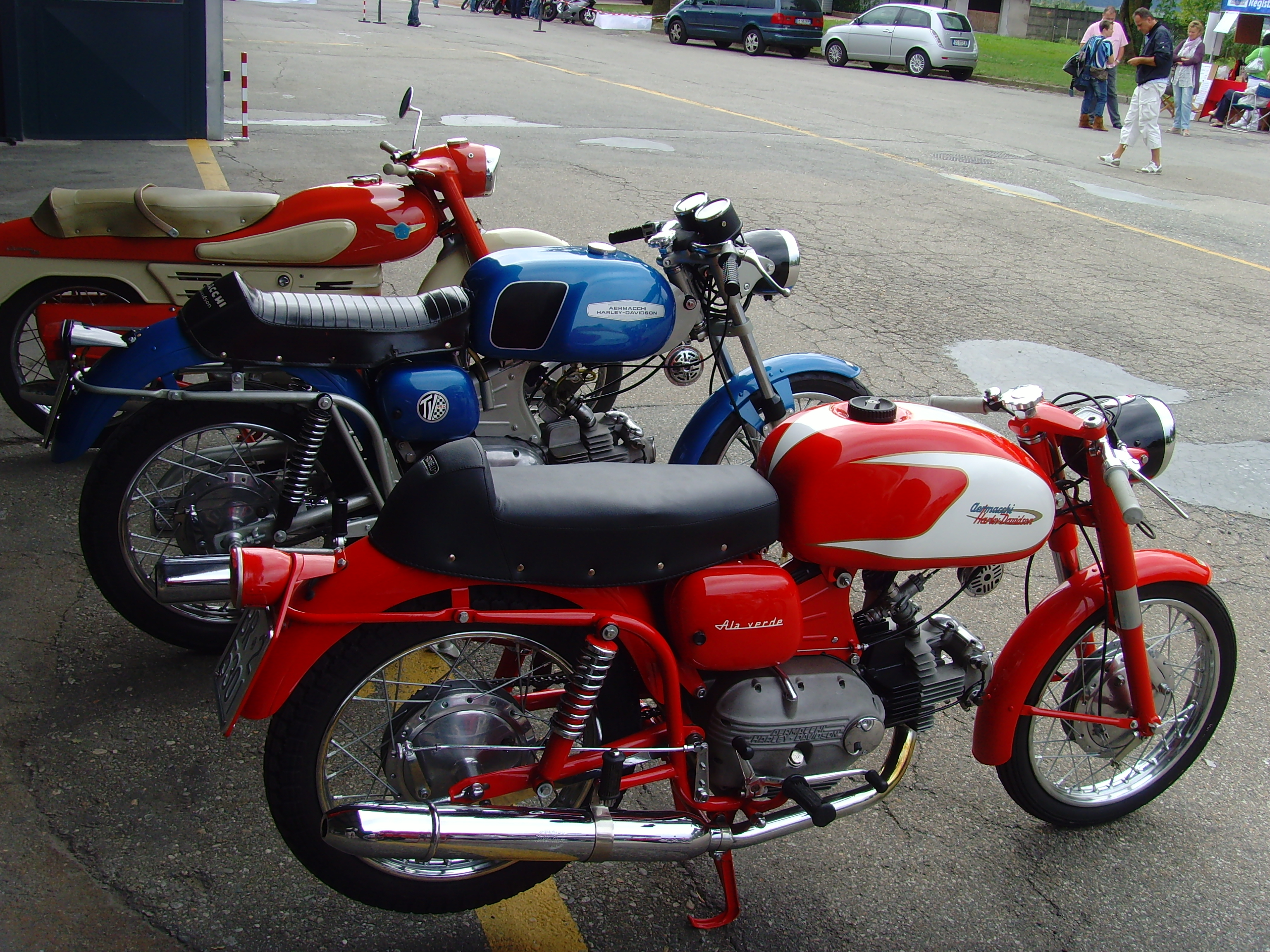
Bild 1:
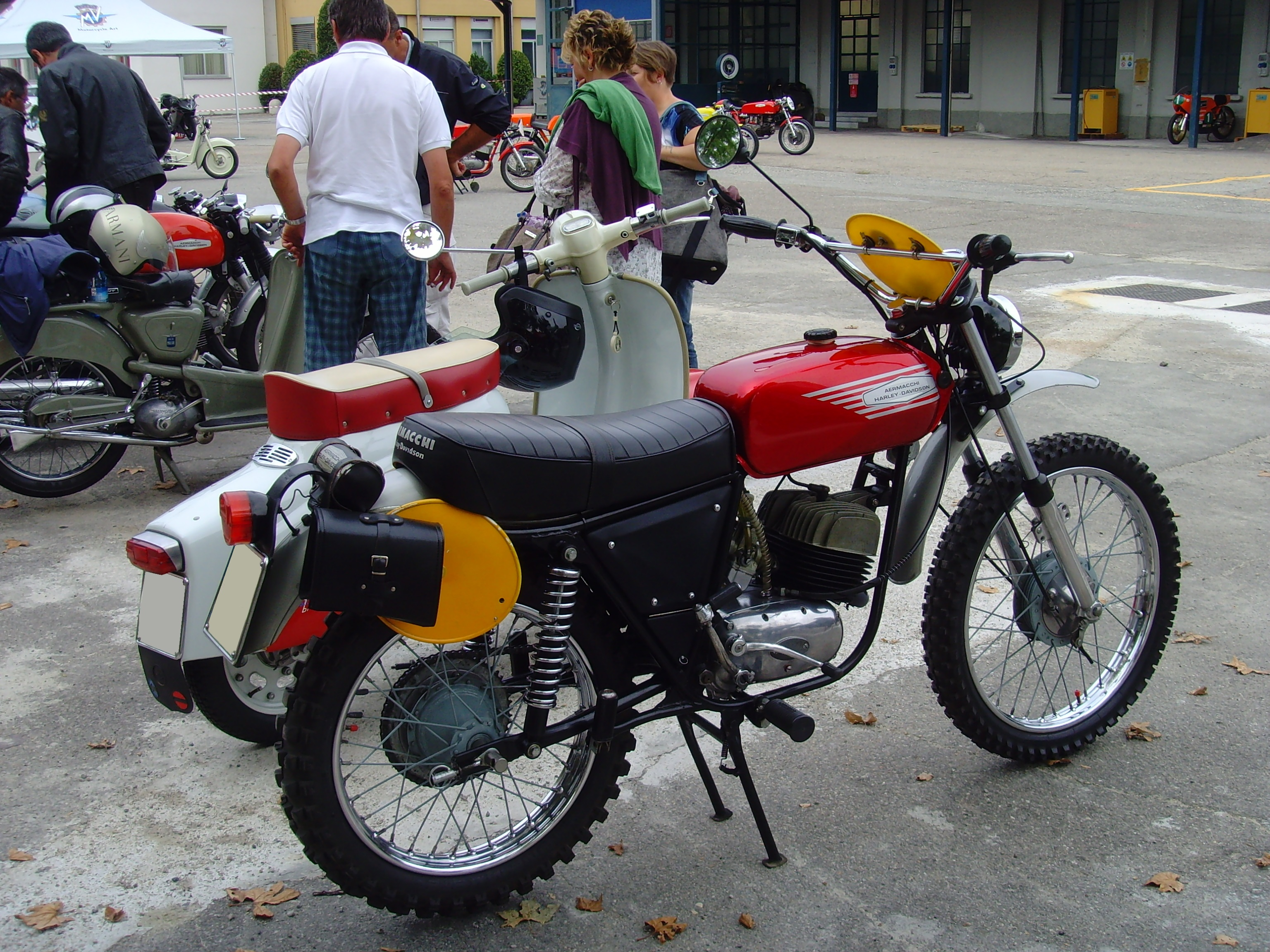
Bild 2:
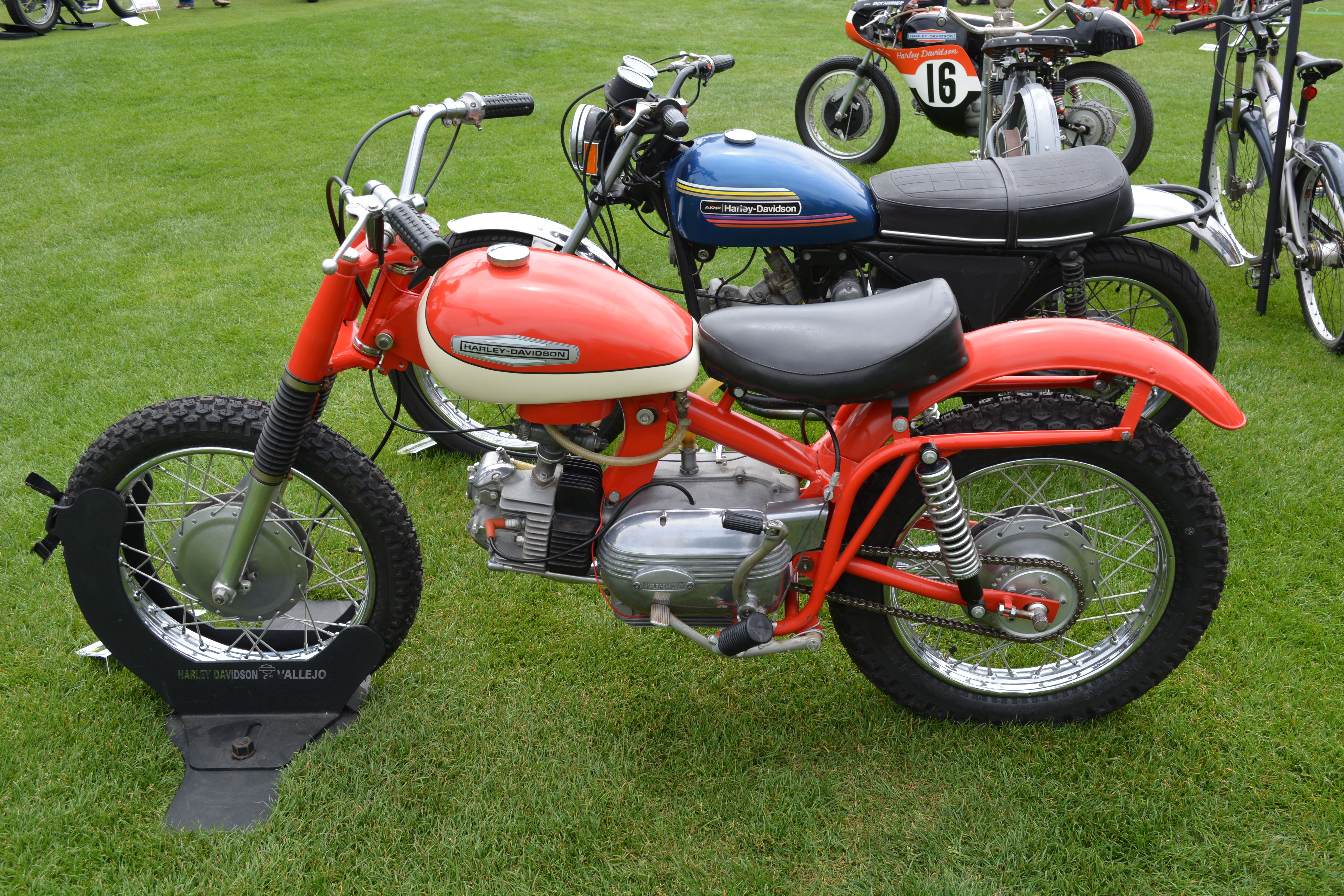
Bild 3:
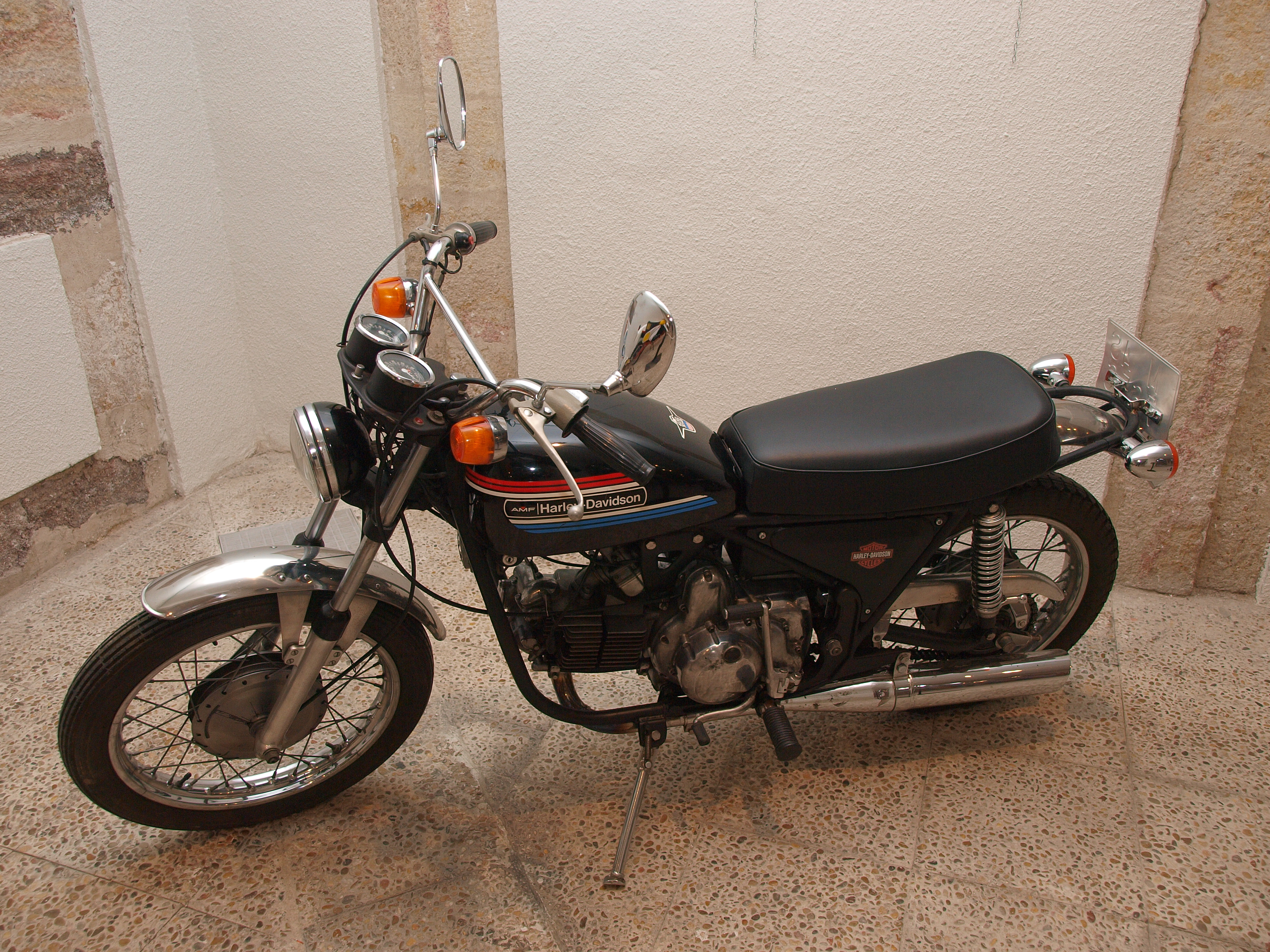
Bild 4:

Bild 1: von vorne nach hinten: Aermacchi-Harley Davidson 250 Ala Verde (1959–1972); Aermacchi-Harley Davidson 350 TV (1971–1972); Aermacchi 250 Chimera (1956–1961)

Bild 2: Aermacchi-Harley Davidson 125 R/C mk71 (1971–1972)

Bild 3: Zwei der beliebten „Scrambler“: die vordereMaschine wurde nach dem Ausstieg von Aermacchi produziert – aber vor der Übernahme durch AMF (erkennbar am Tanklogo)

Bild 4: Eine in Italien gebaute AMF-Harley-Davidson SS350 (1974)

## Rennsportgeschichte
In den 1960er und 1970er Jahren engagierte sich der Hersteller in verschiedenen Kategorien des Motorradsports, sowohl Enduro- als auch Rundstreckenrennen. Zu den Fahrern, die 1962 für Aermacchi Harley-Davidson debütierten, zählte Renzo Pasolini.
Die weitere Entwicklung von Rennmaschinen mit Zweizylindermotoren für die 250-cm²-, 350-cm³- und 500-cm³-Klasse war uneingeschränkt erfolgreich: Walter Villa wurde 1973 und 1974 Motorradweltmeister in der 250-cm²-Klasse.
Nach dem Einstieg von Harley-Davidson brachte das neue Unternehmen eine überarbeitete Ala d’Oro für Straßenrennen heraus. Die ersten Ergebnisse waren noch nicht konstant, doch im Laufe der Jahre und der Weiterentwicklung belegte das Team 1966 mit Renzo Pasolini 1966 den dritten Platz bei der 350-cm³-Weltmeisterschaft und 1968 mit Kelvin Carruthers erneut den dritten Platz. Im folgenden Jahr nahm Carruthers an der Isle of Man TT teil.
Eine neue Ära begann 1971 mit der Entwicklung von Zweizylinder-Zweitakt-Rennmaschinen mit 250 und 350 cm³ Hubraum, die unter der Bezeichnung Harley-Davidson RR bei Aermacchi Harley-Davidson von Chefingenieur William Soncini konstruiert wurden. Die erste 250-cm³-Rennmaschine war mit 46 PS bei 11.000/min sehr schnell und wog nur 250 Pfund. Nachdem Harley-Davidson 1972 wegen des Ausstiegs von Aermacchi 100 % am Unternehmen hielt, finanzierte HD die weitere Rennentwicklung im Aermacchi-Werk, und die Rennmaschinen trugen das Harley-Davidson-Logo auf dem Tank. Mit diesen Zweitakt-Twins errang Harley-Davidson seine einzigen Grand-Prix-Siege und vier Weltmeisterschaften: die 250-cm³-Weltmeisterschaft 1974, 1975 und 1976 sowie die 350er-Weltmeisterschaft 1976, alle unter dem Fahrer Walter Villa.

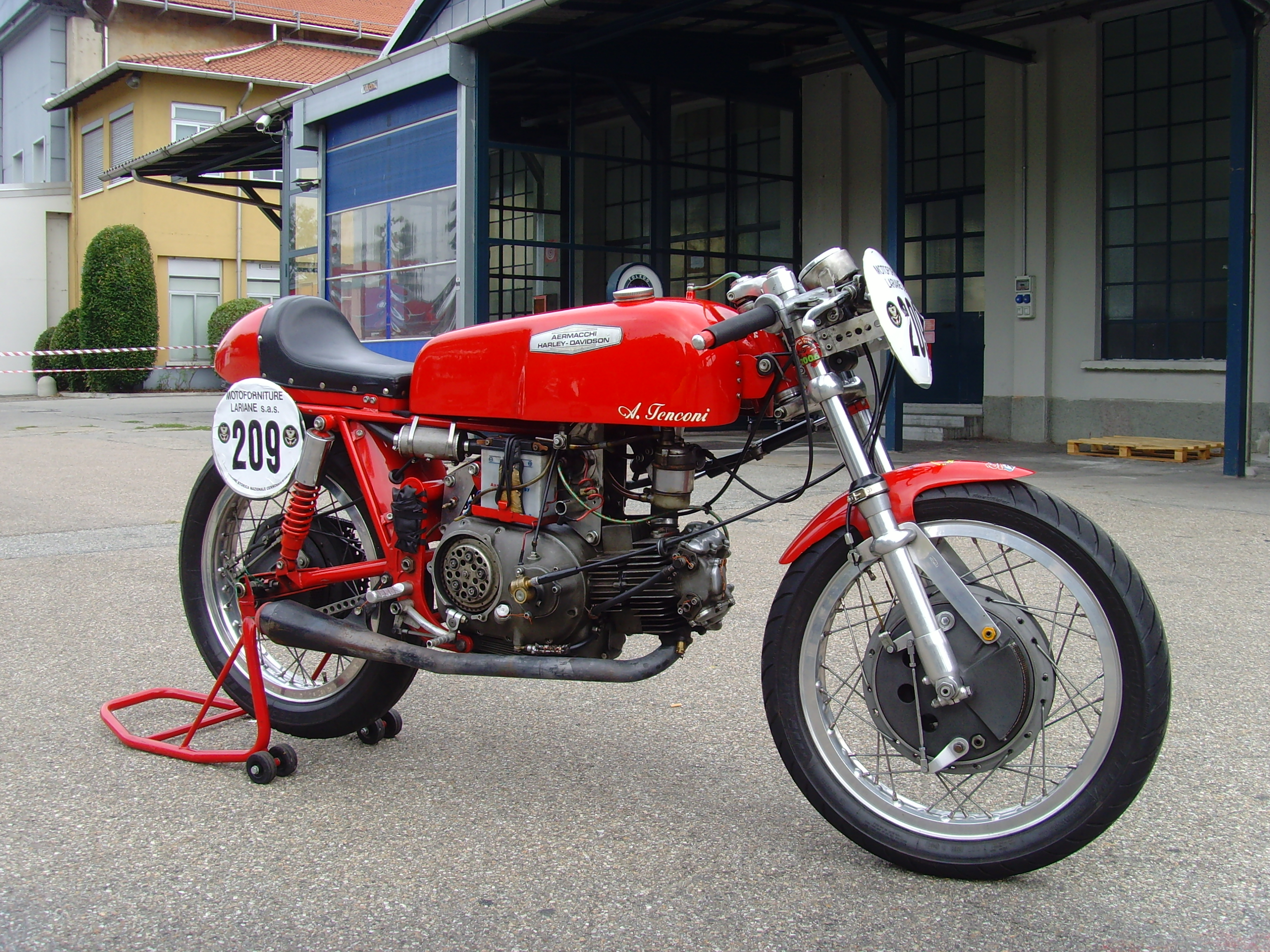
Aermacchi-HD Ala d’Oro 250 von Angelo Tenconi (1968)
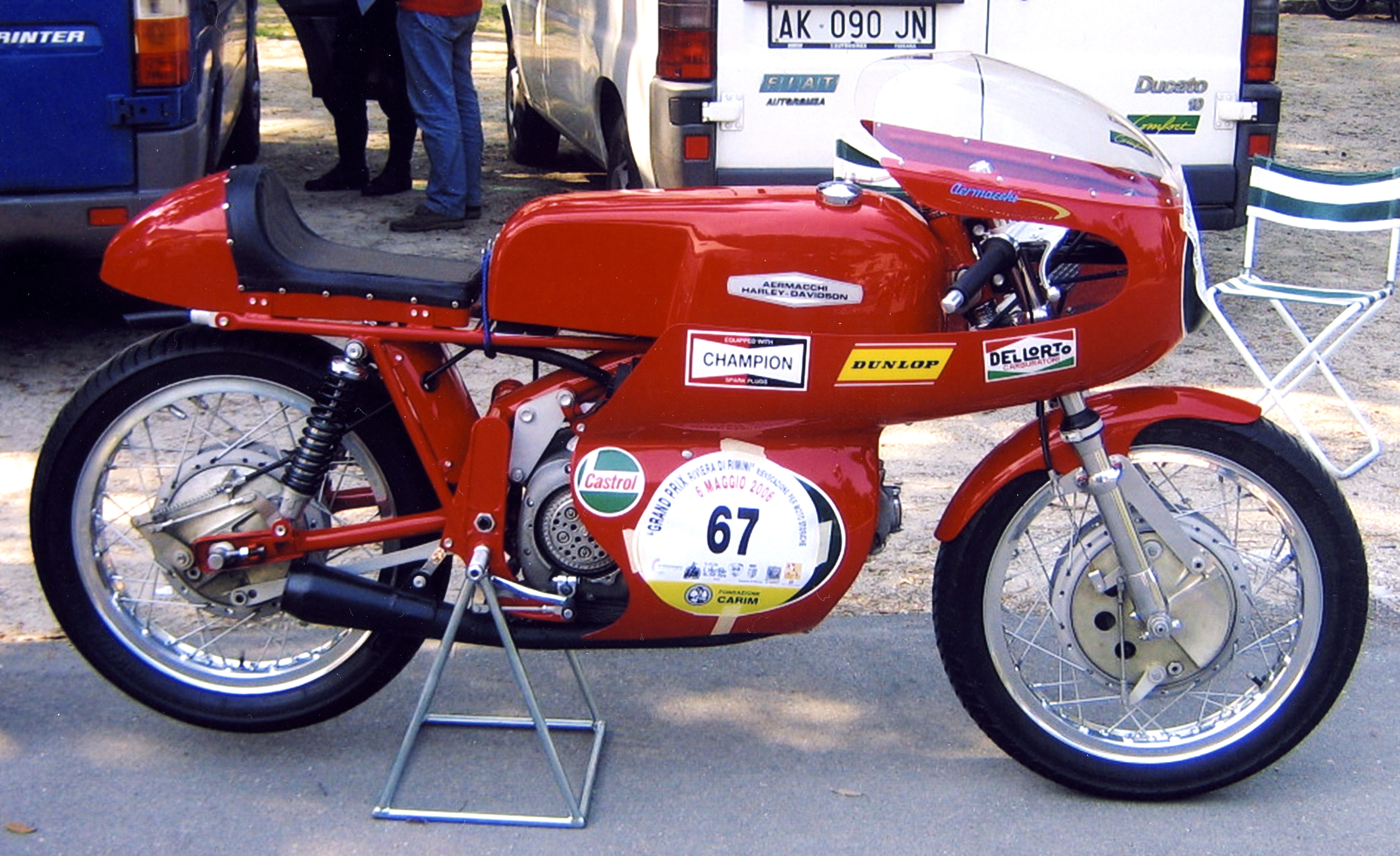
Aermacchi-HD 350er Ala dÓro DS-S (1968)
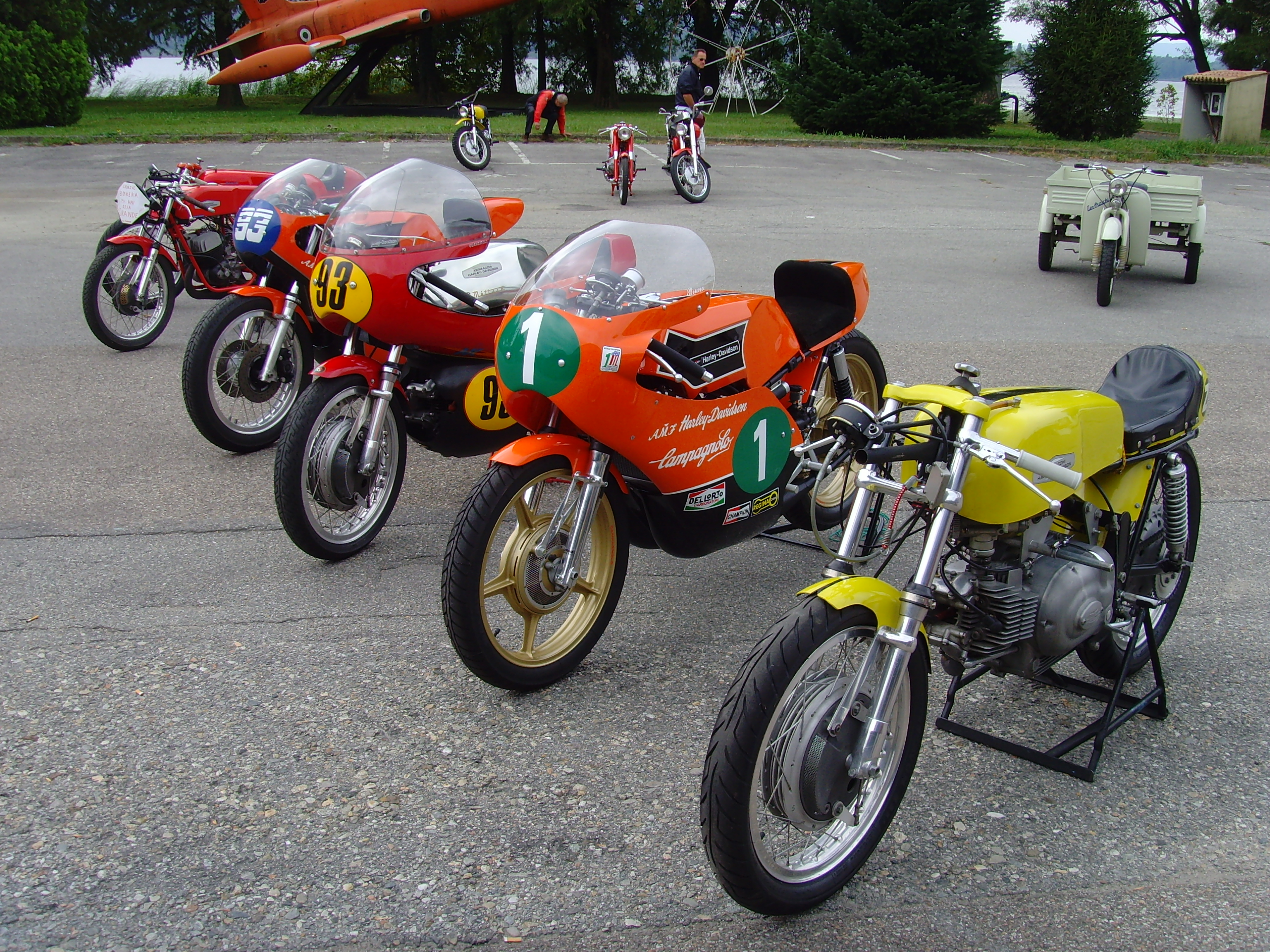
mehrere, vom Werksteam eingesetzte GP-Maschinen
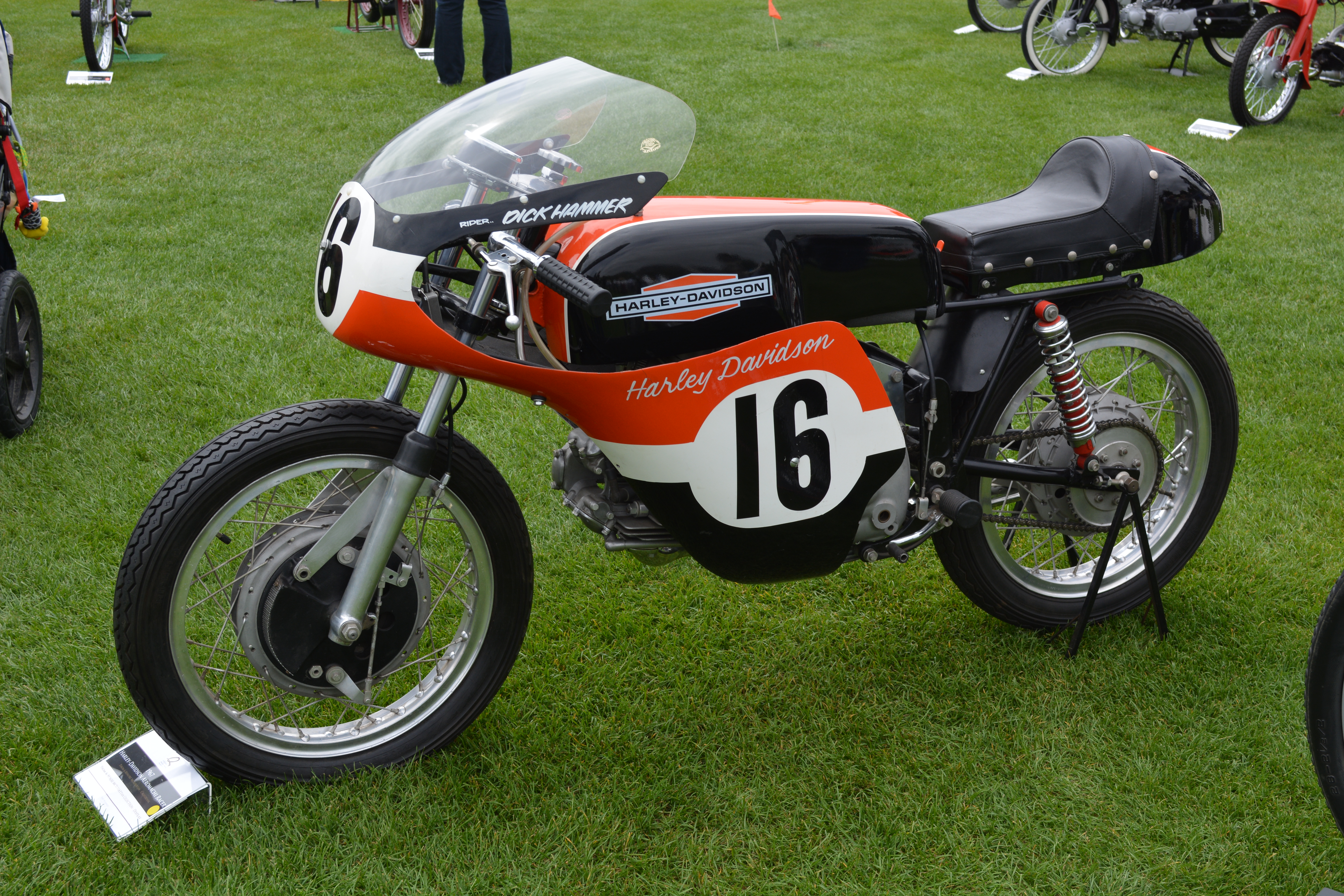
Eine Aermacchi-Harley-Davidson „Sprint 250“, mit der der Amerikaner Dick Hammer die „Daytona 100“ gewann[11] (1963)
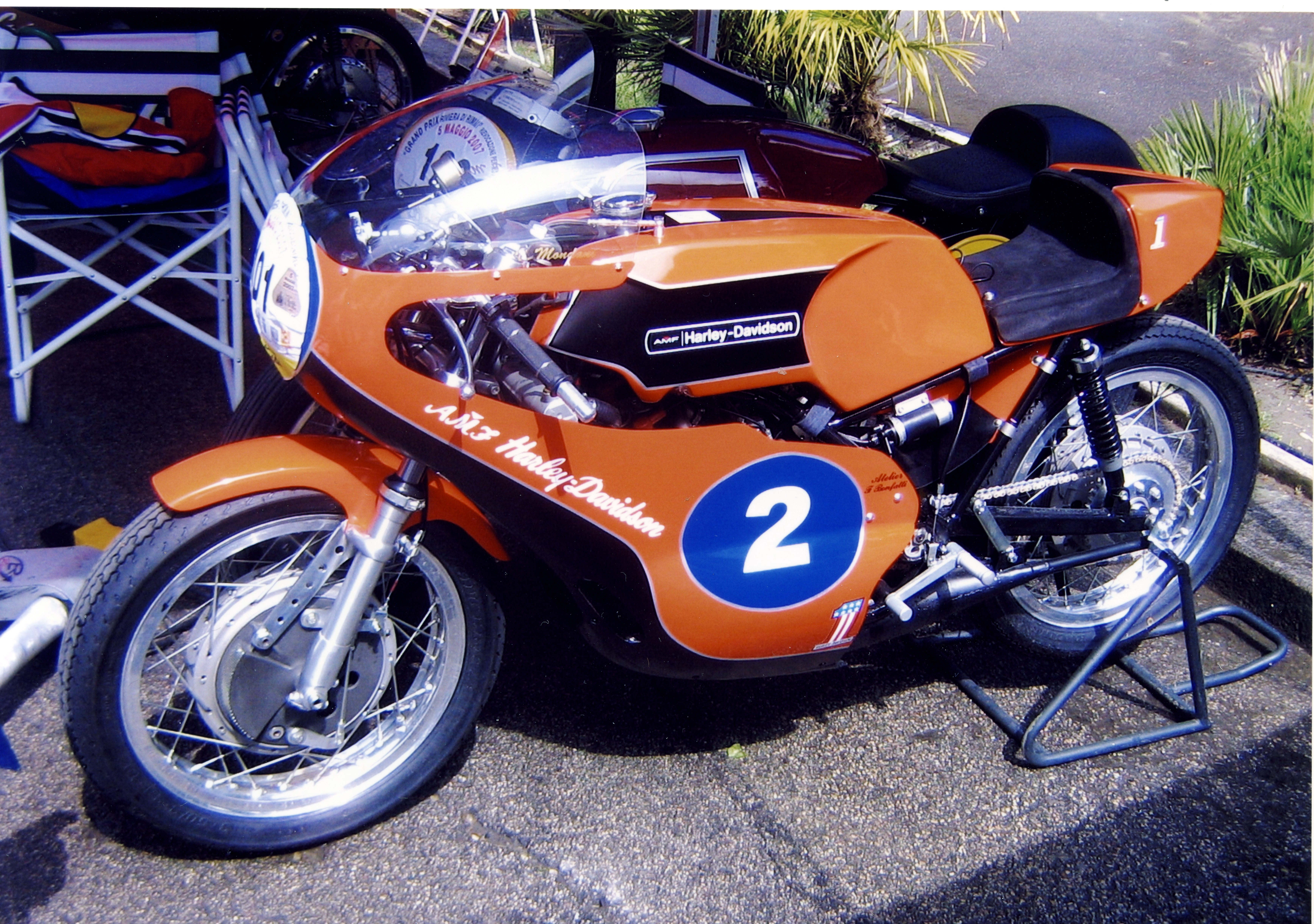
Die HD 350 RR, die mit dem von Aermacchi entwickelten Motor zw. 1974 u. 76 in der Motorradweltmeisterschaft eingesetzt wurde
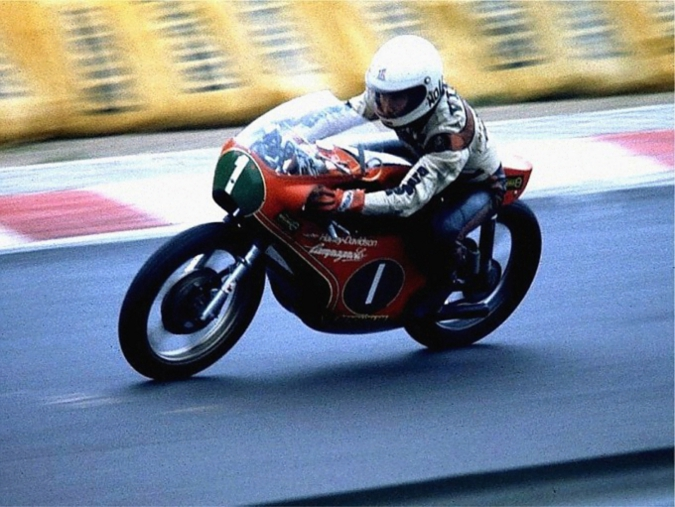
Walter Villa 1976 auf der 250er HD RR (mit der er in jenem Jahr Weltmeister wurde) beim GP von Deutschland auf dem Nürburgring

## Modellübersicht
In dieser unvollständigen Liste sind nur Motorräder gelistet, die während des Zusammenschlusses von Aermacchi und Harley Davidson gebaut wurden, also zwischen 1961 und 1973. Nicht alle dieser Modelle wurden auch in die USA exportiert.
| Modell               | Typ                  | Zeitraum  |
| -------------------- | -------------------- | --------- |
| Ala Bianca 175       | Motorrad             | 1957–1964 |
| Ala Rossa 175        | Motorrad             | 1957–1964 |
| Chimera 250          | Motorrad             | 1958–1964 |
| Ala Azzurra 250      | Motorrad             | 1959–1967 |
| Ala Verde 250        | Motorrad             | 1959–1972 |
| Ala d’Oro            | Wettbewerbsmaschinen | 1961–1972 |
| Wisconsin 250        | Motorrad             | 1961–1967 |
| Brezza 150           | Roller               | 1963–1964 |
| Zeffiretto           | Moped                | 1964–1972 |
| ND3                  | Motorrad             | 1964–1971 |
| Ala Blu 250          | Motorrad             | 1967–1972 |
| Aletta Turismo 125   | Motorrad             | 1968–1971 |
| Aletta Scrambler 125 | Motorrad             | 1968–1971 |
| 350 GT Sprint        | Motorrad             | 1970–1972 |
| Baja                 | Motorrad             | 1970–1972 |
| 125 R/C              | Motorrad             | 1971–1974 |
| Harley-Davidson RR   | Wettbewerbsmaschinen | 1971–1977 |
| 350 TV               | Motorrad             | 1971–1972 |
| 125 De Luxe          | Motorrad             | 1972–1973 |
| SX 350               | Motorrad             | 1972–1973 |